# Засецкий, Николай Александрович
Никола́й Алекса́ндрович Засе́цкий (1855—1917) — русский медик.

## Биография
Родился в дворянской семье. Окончил Вологодскую гимназию с серебряной медалью и поступил в 1875 году в Медико-хирургическую академию. После окончания академии в 1880 году был оставлен при ней для подготовки к профессорскому званию. Избрав своей специальностью внутренние болезни, Засецкий остался для их изучения при клинике профессора В. А. Манассеина, где был сначала ординатором, а потом ассистентом клиники. Через три года после окончания академии Н. А. Засецкий защитил докторскую диссертацию и был признан 14 мая 1883 года доктором медицины, а через некоторое время его избрали приват-доцентом по диагностике и клинике внутренних болезней при Медико-хирургической академии.
В 1884—1886 годах он работал в клиниках за границей, преимущественно, в Вене. По возвращении в Россию Засецкий был назначен экстраординарным профессором на кафедру частной патологии и терапии Казанского университета. С 1893 года — ординарный профессор  на кафедре частной патологии. 
В 1903 году Засецкому было поручено заведование кафедрой госпитальной терапевтической клиники.
В 1911 году в связи с 25-летием преподавательской деятельности в университете Н. А. Засецкий был удостоен звания заслуженного профессора.
Учениками Н. А. Засецкого были Л. Л. Фофанов, Г. А. Любенецкий, М. Н. Михайлов.

## Избранные труды
- «О влиянии лихорадочного состояния на азотистый обмен веществ в теле и на усвояемость азотистых частей молока» (диссертация, М., 1883);
- «О желудочном соке лихорадящих» («Военно-медицинский журнал», 1879, III);
- «О влиянии потения на пищеварительную силу желудочного сока и кислотность мочи» (там же, II);
- «О противулихорадочных способах лечения» («Врач», 1884);
- «О влиянии мышечных движений на обмен азотистых веществ» (там же, 1885).